# 松前神楽
松前神楽（まつまえかぐら）とは、北海道日本海沿岸地域・道南地域などに伝わる神楽である。採物舞・巫女舞・湯立神事・獅子舞を揃って伝承する神楽であり、神職による神楽には伝承例の少ない「千歳」「翁」「三番叟」を伝える点にも特色がある。また、演目や芸態等に東北地方の諸神楽との関連もうかがわせる。

## 概要
松前神楽は、北海道南部で神職が中心となって伝承され、直面の採物舞をはじめ、巫女舞・湯立神事・獅子舞、さらに仮面の翁舞等、多彩な演目を伝え、太鼓や龍笛・手平鉦の演奏にのせ、一間四方を舞の場として演じられる。松前神楽の起源は明らかではないが、1674年（延宝2年）に初めて福山城内で湯立神楽が行われたとの記録がある。また、松前藩主が寄進した獅子頭も現存する。松前神楽は松前藩との深い関わりのもとで行われていたが、現在では、渡島地方を中心に、檜山地方・後志地方・留萌地方の小平町など広い範囲に伝承され、各地の約120に及ぶ神社の例祭や新年祭・船魂祭等において神社拝殿で演じられるほか、厄除け祈願や新築祝い等の依頼に応じて個人宅でも行われている。また、新年の門祓いとして地区の家々を巡って獅子を舞わすこともある。
旧松前藩が、かつて城中で行わせたところから「お城神楽」ともよばれ、江戸時代に神職によって盛んに行われたものが後に広がり、現在では函館市・小樽市・松前郡松前町、福島町はじめ北海道の日本海沿岸地域や道南地域など広い地域で伝承され、各地の神社例大祭等で公開されている。

## 歴史
松前神楽の起源は諸説あり定かではない。松前家の正史である『新羅之記録』によれば、1625年（寛永2年）にそれまで大館にあった八幡宮を福山に遷宮した際に、これに合わせて宝殿・拝殿・神楽屋修造の記事がある。「神楽屋」で奏上された神楽が、現在伝えられている松前神楽であるかどうかは定かではないが、この時代にはすでに松前藩領内で神楽が行われていたことは確かである。『福山秘府』によれば、1974年（延宝2年）に松前藩主10世矩廣の時代、福山城内で初めて藩の公式行事として「鎭釜湯立神楽」が奏上されている。以来、隔年ごとに城内槍之間において、松前藩主の庇護のもとに、神楽が行われている。1681年（延宝9年）に制定された『御城内大神事』によれば「御祈祷」に始まる23事の神事と舞がこのころに成立していた。
その後、神楽式はさらに整えられ、現在では12事の神事と21事の舞楽によって構成される。松前神楽は、松前藩領内の各社家により世襲的に古来の伝統を厳格忠実に守り、格調高い神事芸能へと発展した。 一方、松前神楽は庶民にも大きく支えられてきた。人々は自家の利益のために、ニシン場神楽・鮭場豊漁神楽・会場安全神楽・手船新造神楽・火災消滅神楽・疱瘡安全神楽などといった、家内道中安全・豊漁祈願・疫病退散などを願い、様々な機会をとらえ神楽祈祷が行われていた。 明治にいたり松前藩の庇護が失われると、松前神楽を伝承してきた社家は氏子の人々との結び付きをさらに深め、今日まで神楽を保存伝承してきた。また、幕藩体制の束縛から解き放された人々は、豊かな漁業資源を求めて北海道各地へと移住した。そうした人々は、厳しく過酷な生活環境の中で、安らぎと娯楽を求めて幼い頃から親しんできた松前神楽をその地に根付かせた。
明治以来、現在まで松前神楽は渡島・後志地方を中心に日本海沿岸各地で見られる。しかし、時間の経過とともに松前神楽にも地域差が生じてきた。現在では、松前・福島・函館・小樽の四地域にブロック保存会が結成され、それぞれの伝統を尊重した保存伝承が行われている。2018年3月8日には重要無形民俗文化財にも指定されている。

## 演目

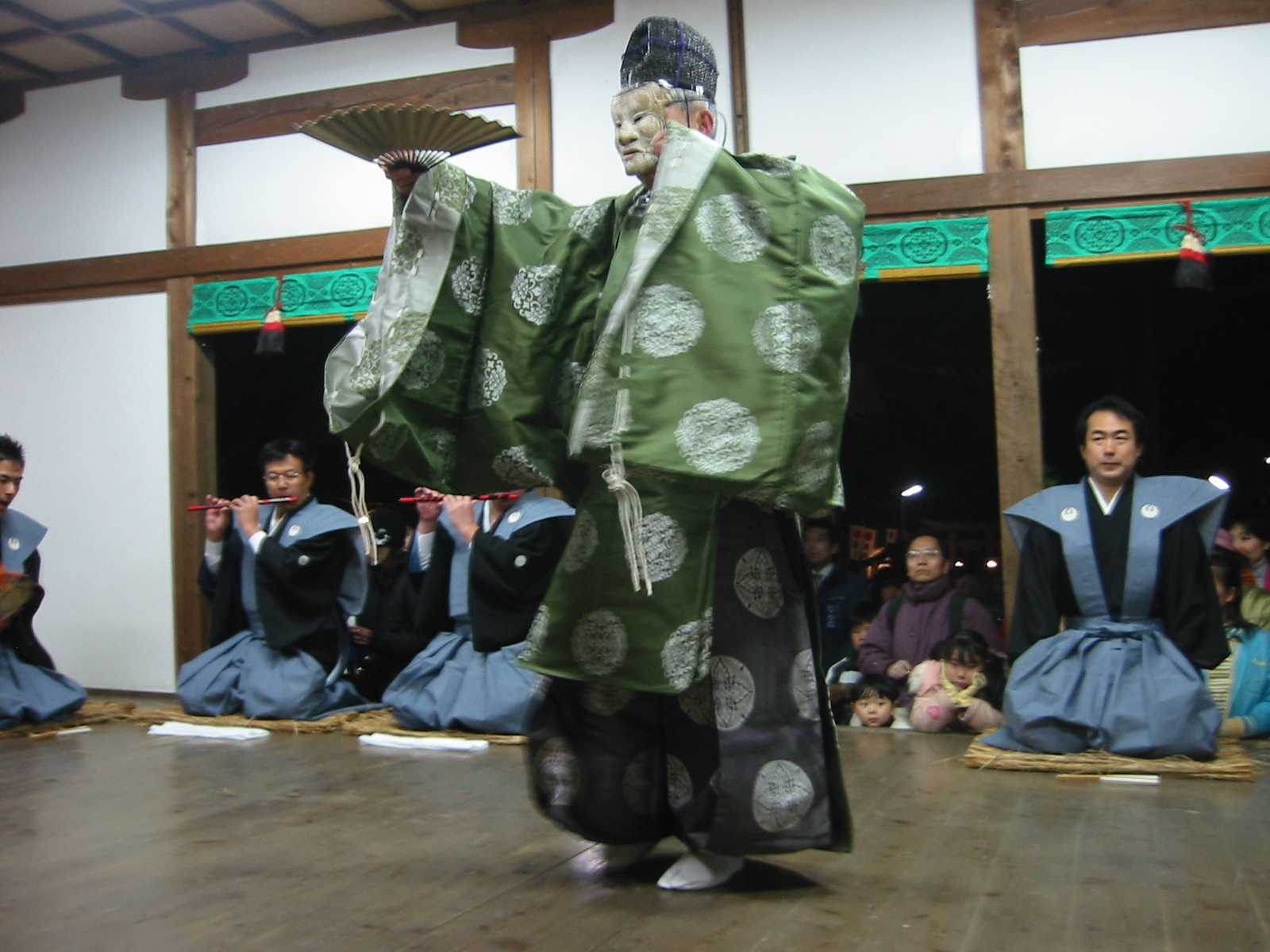
翁舞（画像は松前神楽ではなく車大歳神社の翁舞）。

伝承される演目は以下に列挙するように数多く、それらの内容や名称などに各伝承地で若干の違いがあるが、いずれも神事性・儀式性が強い神楽であり、余興的な部分が少ない。松前神楽は、旧松前藩主が福井県若狭地方の出身とされることから、京都の舞楽や出雲地方の神楽との関連や、直接的には地理的に近い東北地方の山伏神楽や番楽の影響が指摘されている。松前神楽は、北海道において江戸時代以来の伝統を引き継ぎ、道内各地で、それぞれの地域の特色を加えつつ広く行われるようになったものであり、芸能の変遷の過程や地域的特色を示す。
- 榊舞（さかきまい） - 斎主が右に左や前後に動きながら静かに舞う舞。神職が朝夕垣内に参進して、神域を祓い清め、神拝して御幣を奉るという神職の神明奉仕の姿を表現している[4]。各地により呼び方が異なり、「幣帛舞」・「祝詞舞」などとも呼ばれる[4]。松前藩・藩主自ら手掛けた神楽である[4]。

- 鈴上（すずあげ） - 鈴と扇を持ち、舞中に何度も鈴を上下に上げ下げすることから「鈴上」と呼ばれ、天女が天降るさまを表している舞[5]。十代未満の少女が舞うことから、「乙女舞」や「巫女舞」などとも呼ばれる[5]。
- 福田舞（ふくでんまい） - 両手に御幣を持ち、四方四隅を祓い清める舞[6]。「ハーヨイ」の掛け声の中、田畑を踏み固め、五穀豊穣を祈念する[6]。宵宮祭で獅子舞の行なわない神楽の一番最後に舞うことから「跡祓い」とも呼ばれる[6]。福田舞の楽と神歌は、他の演目（座）でも使われている[6]。
- 二羽散米舞（にわさごまい） - 「庭散米舞」や「鳥名子舞」とも呼ばれ、鶏は天の岩戸開きに暗黒の世より光明の時を告げ、世の始まりに地を踏み固めた瑞鳥であるとされている[7]。雌雄二羽の鳥形の冠を頭に冠し、羽根には雄は瑞雲（天）、雌は海の波を形どり地を表し、雌雄親しみ和合して世の中の平和を表し、神の恵みとされる米をまき散らし、千五百秋の瑞穂の国の五穀豊穣を祝う舞い[7]。
- 四箇散米舞（しかさごまい） - 神社で建物や鳥居などを新しくした際に行なわれる舞[8]。主に南北海道だけの風習である[8]。「三品舞」・「三種舞」とも呼ばれる[8]。
- 三番叟舞（さんばそうまい） - 背が低く、顔が黒く、精力絶倫・健康長寿・正道徳行の翁が、才智多い子孫に恵まれ自身もまた長寿であることを喜び舞う、家門の隆昌や子孫の繁栄を祝福した舞[9]。
- 翁舞（おきなまい） - 面白く背が高く心柔和な老翁が、額にしわがよっても身体堅固で幾星霜を経る間に、身分が高い位に登った姿で、舞中に願意を言葉に表し、息災延命・立身出世を祝って舞う福禄寿の備わった舞[10]。
- 神遊舞（かみあそびまい） - 二人の武人が弓矢を持ち、四方の悪魔を退散し、正しい心に返す様子を表しており、松前藩の威徳を内外に示し、蝦夷地鎮定・天下泰平を祈願した舞[11]。この舞は、松前藩主6代矩広公の作品とされている[11]。「天王遊舞」とも呼ばれる[11]。
- 七五三祓舞（しめはらいまい） - 真剣を使い四方を祓い清め、悪魔退散を表現した舞[12]。
- 獅子舞（ししまい） - 「十二の手獅子舞」・「御稜威舞」・「五方」・「獅子の鈴上」・「面足獅子（佐々良）」などの種類がある[13]。

## 伝承

### 地域
松前神楽は北海道の日本海沿岸地域や道南地域など広い地域で伝承され、地域差もある。松前・福島・函館・小樽の四地域にブロック保存会が結成され、それぞれの伝統を尊重して保存伝承が行われている。上映は北海道各地の神楽を伝承する神社の祭礼・地域のイベント会場など（開催時期は各地域ごとに異なる）で行われる。松前町では、毎年4月29日に松前公園本丸広場にて「松前神楽公開公演」が開催される。以下に主に伝承されている市町村を列挙する。
- 函館市
- 小樽市
- 北斗市
- 松前町
- 福島町
- 知内町
- 木古内町
- 七飯町
- 鹿部町
- 森町
- 八雲町
- 長万部町
- 今金町
- せたな町
- 島牧村
- 寿都町
- 黒松内町
- 蘭越町
- 喜茂別町
- 京極町
- 倶知安町
- 共和町
- 岩内町
- 泊村
- 神恵内村
- 仁木町
- 小平町

### 保存・継承
松前神楽は2018年3月8日に重要無形民俗文化財に指定されており、松前神楽北海道連合保存会を中心として松前神楽函館連合保存会・松前神楽小樽ブロック保存会・松前神楽松前ブロック連合保存会・福島町松前神楽保存会などが保護・継承の活動を行っている。
松前神楽は、1958年（昭和33年）に北海道無形文化財に12名が演技保持者として指定され、各3ブロック（小樽・福島・松前）4名ずつが指定保持者となった。1968年（昭和43年）には全道的な組織として「松前神楽連合保存会」が結成され、その後、1995年（平成7年）に国の「記録作成等の措置を講ずべき無形文化財」に選択され、国の無形文化財の指定を受けるには、尚一層の結束が必要とされ、1999年（平成11年）に松前神楽保存会を解散し「北海道松前神楽保存会」（松前神楽函館連合保存会・松前神楽松前ブロック連合保存会・松前神楽小樽ブロック連合保存会・福島町松前神楽保存会）が結成される。2008年（平成20年）4月には無形文化財の最後の指定保持者である木村修の死去により、指定解除となった。同年6月、新たに北海道の無形民俗文化財に北海道松前神楽連合保存会（4ブロック）が指定される。そして、2018年（平成30年）3月、国の重要無形民俗文化財を受け現在に至る。
以下は重要無形民俗文化財に指定されるまでの一連の流れである。
- 1958年（昭和33年） - 北海道無形文化財の第1号に指定。同時に保持者12人を認定。
- 1995年（平成7年） - 国の「記録作成等の措置を講ずべき無形の民俗文化材」に選択（記録選択）。
- 1999年（平成11年） - 国の重要無形民俗文化財指定に向け松前神楽北海道連合会保存会を結成。
- 2008年（平成20年） - 最後の保持者・木村修の死去により、道指定無形文化財の解除。その後北海道無形民俗文化財に指定。保護団体として、連合保存会及び傘下4団体を明記。
- 2018年（平成30年） - 国の重要無形民俗文化財に指定。